# راتکو ملادیچ
راتکو ملادیچ (به صربی: Ратко Младић) (زاده ۱۲ مارس ۱۹۴۳) فرمانده نظامی صرب‌های بوسنی در جریان کشتار سالهای ۱۹۹۲ تا ۱۹۹۵ بود. او که به عنوان «قصاب بوسنی» شناخته می‌شود، سال‌ها به جرم محاصره سارایوو و کشتار ۸۳۰۰ بوسنیایی مسلمان در سربرنیتسا در ۱۱ ژوئیه ۱۹۹۵ از سوی دادگاه بین‌المللی جرائم جنگی لاهه تحت تعقیب بود تا این‌که در ۲۶ مه ۲۰۱۱ در لازارووی صربستان دستگیر و در نوامبر ۲۰۱۷ به حبس ابد محکوم شد.

## زندگی
راتکو ملادیچ در ۱۲ مارس سال ۱۹۴۲ در روستای بوژانووچی در نزدیکی شهر کالینوویک در هرزگوین به دنیا آمد. ملادیچ در دوران حکومت تیتو در یوگسلاوی بزرگ شد و در سال ۱۹۶۵ کار خود را به عنوان یک افسر عادی در ارتش مردمی یوگسلاو آغاز کرد.
با آغاز از هم پاشیده شدن یوگسلاوی در سال ۱۹۹۱و در جریان جنگ بوسنی به سمت رئیس ستاد ارتش جمهوری صرب بوسنی رسید. او به فرماندهی یگان نهم ارتش یوگسلاوی در جنگ علیه کروات‌ها در کنین، برگزیده شد. مدتی بعد راتکو ملادیچ به فرماندهی ناحیه دو نظامی ارتش یوگسلاوی منصوب شد که مقرش در سارایوو بود. پس از آن در ماه مه ۱۹۹۲، مجمع صرب‌های بوسنی، رای به ایجاد ارتش صرب بوسنی داد و ژنرال ملادیچ را به فرماندهی آن برگزید.
در سال ۱۹۹۵ او فرماندهی نیروهایی را بر عهده داشت که به سربرنیتسا، محدوده تحت کنترل سازمان ملل متحد، حمله کردند.

## جرائم جنگی
در قتل‌عام در سربرنیتسا بیش از ۸٬۰۰۰ مرد و پسر مسلمان به قتل رسیدند و در محاصره سارایوو بیش از ۱۰٬۰۰۰ نفر کشته شدند.
در اوایل ماه ژوئیه ۱۹۹۵، نیروهای صرب بوسنی منطقه ای را در نزدیکی شهر سربرنیتسا محاصره کردند. این منطقه را سازمان ملل متحد «منطقه امن» اعلام کرده بود که توسط ۶۰۰ سرباز هلندی سازمان ملل متحد که به‌طور سبک مسلح بودند محافظت می‌شد.
صرب‌ها از جنوب حمله کردند و هزاران غیرنظامی و افراد مسلح بوسنیایی را وادار به فرار به شمال سربرنیتسا کردند. تا ۱۰ ژوئیه، حدود ۴۰۰۰ نفر در آن جا جمع شده بود. پیشروی صرب‌ها ادامه یافت و سیلی از پناهجویان به پایگاه اصلی سربازان هلندی در پوتوکرای سرازیر شد. ژنرال ملادیچ، سرهنگ توم کاریمانس، فرمانده هلندی را احضار و تقاضا کرد که بوسنیایی‌ها برای نجات جان خود خلع سلاح شوند.
در روز ۱۲ ژوئیه، حدود ۱۵ هزار نفر از مرد بوسنیایی که واجد نیروی نظامی بودند از آن منطقه خارج شدند. در حالی که آنها از طریق کوه‌ها فرار می‌کردند هدف توپخانه قرار داده شدند. برخی هم پس از تسلیم شدن کشته شدند.
پس از آن اتوبوس‌ها حدود ۲۳۰۰۰ زن و کودک را به قلمرو بوسنی انتقال دادند و نیروهای صرب مردان از ۱۲ تا ۷۷ ساله را برای «بازجویی به ظن جرائم جنگی» از آنها جدا کردند. صدها نفر از مردم در کامیون‌ها و انبارها نگهداری می‌شدند. در ۱۳ ژوئیه ۱۹۹۵ اولین کشتار بوسنیایی‌های غیرمسلح در انباری در روستای کراویچ صورت گرفت.
صلحبانان هلندی دست کم پنج هزار نفر را که به پایگاه آن‌ها پناه برده بودند، به نیروهای صرب تحویل دادند. در عوض، نیروهای صرب‌های بوسنی ۱۴ سرباز هلندی را که در یک پایگاه آن‌ها در نوا کااسابا گروگان گرفته شده بودند آزاد کردند. ظرف بیش از چهار روز، بیش از ۷۰۰۰ مرد و پسر مسلمان بوسنیایی توسط نیروهای صرب بوسنی در نقاط اطراف سربرنیتسا کشته شدند.
غیرنظامیان در پایتخت بوسنی در سالهای ۱۹۹۲–۱۹۹۵ تحت محاصره شدید نیروهای صرب بوسنی قرار داشتند که از تپه‌های اطراف به سمت شهر شلیک می‌کردند. در جریان این محاصره بیش از ۱۰٬۰۰۰ جان باختند. ژنرال ملادیچ همراه با رادوان کاراجیچ، رهبر سیاسی صرب‌های بوسنی، به عنوان عاملان اصلی پاکسازی قومی کروات‌ها و مسلمان‌ها شناخته شده‌اند.

## دستگیری و محکومیت
با پایان جنگ در سال ۱۹۹۵، وی توسط دادگاه بین‌المللی کیفری یوگسلاوی سابق به اتهام نسل‌کشی، جنایت جنگی و جنایت علیه بشریت تحت تعقیب قرار گرفت و از آن زمان به‌طور مخفی و بدون آشکار کردن هویت خود در صربستان زندگی می‌کرد و توسط خانواده و افرادی از نیروهای امنیتی حمایت می‌شد.
او در نهایت در ۲۶ مه ۲۰۱۱ در خانه یکی از خویشاوندانش در روستای لازارووی در شمال صربستان دستگیر شد؛ بدین ترتیب او در عمل توانست ۱۶ سال اجرای قانون را به تأخیر اندازد. فرار راتکو ملادیچ از چنگال قانون به مدت بیش از یک دهه، موجب سرافکندگی مقامات صرب شد و بر روی روابط این کشور با غرب سایه افکند.
محاکمه وی در تاریخ ۱۶ مه ۲۰۱۲ در دادگاه بین‌المللی لاهه آغاز شد. پرونده او آخرین پرونده این دادگاه بود. از دستگیری و تحویل وی به عنوان یکی از شروط پیوستن صربستان به اتحادیه اروپا یاد می‌شود.
در ۲۲ نوامبر ۲۰۱۷ اعلام شد دیوان کیفری بین‌المللی راتکو ملادیچ را در ارتکاب ۱۰ جنایت مختلف در دهه ۱۹۹۰ از ۱۱ اتهام مطرح شده علیه وی، مجرم شناخت و به حبس ابد محکوم کرد.